# EuroBasket de 1977
O EuroBasket 1977 também conhecido por FIBA Campeonato Europeu de 1977 foi a vigésima edição do torneio continental organizado pela FIBA Europa e que teve como sedes as cidades Liège e Oostend.
A Jugoslávia conquistou seu terceiro título do EuroBasket e também contou com MVP da competição Dražen Dalipagić.